# Río Cuyamapa
Río Cuyamapa är ett vattendrag i Honduras.   Det ligger i departementet Departamento de Yoro, i den västra delen av landet, 130 km nordväst om huvudstaden Tegucigalpa.